# Silene nocturna
Silene nocturna — вид квіткових рослин родини Гвоздичні (Caryophyllaceae). Етимологія: лат. nocturna — «нічний».

## Біоморфологічна характеристика
Однорічна трав'яниста рослина. Стебла 5–40 см, прямовисні прості або розгалужені, запушені. Цимозне суцвіття з (1)2–15 квітів. Капсула (6.5)7-9.5 мм, циліндрична. Насіння ≈ 0,6–0,9 × 0,5 мм. Період цвітіння й плодоношення: березень — липень.

## Поширення
Батьківщина. Північна Африка: Алжир; Єгипет; Лівія; Марокко; Туніс. Західна Азія: Кіпр; Єгипет — Синай; Ізраїль; Йорданія; Ліван; Сирія; Туреччина. Південна Європа: Албанія; Хорватія; Греція; Італія; Франція; Португалія [вкл. Мадейра]; Гібралтар; Іспанія. 
Росте на узбіччях, пустирях та полях сільськогосподарських культур.